# Alice Agogino
Alice Merner Agogino (Albuquerque, Nuevo México, 1 de diciembre de 1952) es una ingeniera mecánica estadounidense conocida por su trabajo en la incorporación de mujeres y personas de color a la ingeniería y por su investigación en inteligencia artificial, diseño asistido por computadora, sistemas de aprendizaje inteligente y redes de sensores inalámbricos.

## Biografía

### Primeros años y educación
Agogino asistió a la Universidad de Nuevo México y recibió su licenciatura en Ingeniería Mecánica en 1975. Obtuvo su maestría tres años más tarde en la Universidad de California en Berkeley. Su trabajo de doctorado se refirió a los sistemas económicos y de ingeniería y fue realizado en la Universidad de Stanford. Recibió su doctorado allí en 1984.

### Trayectoria e investigación
Agogino comenzó su carrera cuando todavía era estudiante con una temporada como ingeniera de proyectos para Dow Chemical Company desde 1972 hasta 1973. Mientras trabajaba en su maestría y durante el primer año de sus estudios de doctorado, fue ingeniera mecánica y especialista en sistemas en General Electric. Fundó su propia empresa en 1979, la cual se llamó Agogino Engineering. En 1980, Agogino pasó un año como analista de sistemas para la SRI International. De 1980 a 1981, dirigió el programa Mujeres en Ingeniería de la Universidad de Santa Clara. Más tarde fue nombrada profesora asistente de Ingeniería Mecánica en la Universidad de California en Berkeley en 1984.
De 1995 a 1999, fue decana asociada de la Facultad de Ingeniería de Berkeley, y de 1999 a 2001 fue directora del Programa de Tecnología de Instrucción. Fue financiada por la Fundación Nacional para la Ciencia para trabajar en Synthesis, un programa que fomenta la educación en ingeniería en el nivel de pregrado. Sirvió en comités profesionales para la Fundación Nacional para la Ciencia, el Consejo Nacional de Investigación de Estados Unidos y la Academia Nacional de Ingeniería de Estados Unidos.

## Premios y honores
Agogino es miembro de sociedades científicas varias, como la Academia Nacional de Ingeniería (1997), la Asociación Estadounidense para el Avance de la Ciencia, la Academia Europea de Ciencia, la Asociación de Mujeres en la Ciencia y la Sociedad Estadounidense de Ingenieros Mecánicos. Es también miembro de la Society of Women Engineers y del Instituto de Ingenieros Eléctricos y Electrónicos.
Fue honrada con los siguientes premios:
- Premio Joven Investigador de la NSF,1985.[5]
- Joven ingeniero de fabricación del año, Society of Manufacturing Engineers, 1987.
- Premio a la enseñanza académica destadacada de la NSF, 2004.
- Premio del Canciller para el avance de la excelencia institucional, Berkeley, 2006.
- Docente del año, Pi Tau Sigma. Berkeley, 2011.
- Premio Lifetime Mentoring de la AAAS, 2012-13.[10]
- Premio a la excelencia en asesoría en ciencia, matemáticas e ingeniería de la NSF, 2018.[11]